# Katseye
KATSEYE — глобальний жіночий гурт, створений у 2024 році. Гурт базується в Лос-Анджелесі, Каліфорнія.
KATSEYE створений завдяки реаліті-шоу «Dream Academy» у співпраці лейблів Hybe Corporation та Geffen Records.
В 2024 році гурт планує випустити студійний альбом.

## Історія

### Формування
У листопаді 2021 року Hybe Corporation і Geffen Records оголосили про намір створити новий глобальний жіночий гурт, в рамках спільного підприємства Hybe Corporation та Geffen Records. Завдяки прослуховуванням, проведеним у Південній Кореї, США, Японії та Великій Британії у 2022 році, партнерство мало на меті створити гурт, який «подолає національні, культурні та мистецькі кордони». В інтерв'ю Korea JoongAng Daily, засновник Hybe Corporation, Банг Сі Хьок (Bang Si-hyuk), висловив свої наміри просувати створений гурт на американський ринок. З понад 120 000 претенденток було відібрано двадцять учасниць для участі в реаліті-шоу «Академія мрії», яке через серію «місій» визначило склад жіночого гурту з шести осіб.
Прем'єра відбулася 19 серпня 2023 року, конкурс завершився 18 листопада. Для створення жіночого гурту KATSEYE були обрані: Софія Лафортеза, Лара Радж, Юнче Чон, Меган Скіенділь, Даніела Аванзіні та Манон Баннерман.

### 2024: Дебютний альбом
Гурт збирається випустити свій дебютний студійний альбом у 2024 році.

## Публічний образ
В інтерв'ю британському журналу i-D, учасниця Даніела Аванзіні описала KATSEYE, як перший американський жіночий гурт, «який створює американську поп-музику, але навчився виконувати божевільну хореографію K-pop».
Манон Баннерман також відзначила різноманітність складу гурту: Радж, Лафортеза, Аванзіні та вона сама були першими індійськими, філіппінськими, латиноамериканськими та темношкірими артистками відповідно, які підписали контракт з лейблом Hybe Corporation.
У 2025 році учасниці гурту Лара (у березні) і Меган (у червні) повідомили про свою належність до ЛГБТ. За словами Лари, її приваблюють жінки, а Меган ідентифікує себе як бісексуалка.

## Учасниці гурту
- Манон Баннерман (Manon Bannerman)[12]
- Софія Лафортеза (Sophia Laforteza)[12]
- Даніела Аванзіні (Daniela Avanzini)[12]
- Лара Радж (Lara Raj)[12]
- Меган Скіенділ (Megan Skiendiel)[12]
- Юнче Чон (Yoonchae Jeong)[12]